# Encyclia alboxanthina
Encyclia alboxanthina är en orkidéart som beskrevs av Jack Archie Fowlie. Encyclia alboxanthina ingår i släktet Encyclia och familjen orkidéer. Inga underarter finns listade i Catalogue of Life.